# Daitoshokan no Hitsujikai
Daitoshokan no Hitsujikai: a good librarian like a good shepherd (大図書館の羊飼い a good librarian like a good shepherd) là một visual novel thể loại eroge được phát triển bởi hãng August. Visual novel này được phát hành dưới dạng DVD vào năm 2012 và dành cho hệ điều hành Microsoft Windows trên máy tính cá nhân. Daitoshokan no Hitsujikai là visual novel thứ chín của August, các sản phẩm kế tiếp có thể kể đến như Fortune Arterial và Aiyoku no Eustia.
August lần đầu tiên công bố về dự án phát triển một trò chơi mới tại Comiket 80 vào tháng 8 năm 2011, sau hai tháng sau họ chính thức xác nhận Daitoshokan no Hitsujikai sẽ được chính thức sản xuất trên trang mạng chính thức của họ vào ngày 21 tháng 10 năm 2011. Việc thiết kế nhân vật do Bekkankō đảm nhiệm. Sakakibara Taku, Uchida Hiroyuki và Anzai Hideaki đảm trách vai trò biên kịch. Nhạc nền do Active Planets biên soạn.
Chuyển thể manga Daitoshokan no Hitsujikai của tác phẩm này do Sasaki Akane vẽ minh họa và được đăng lần đầu trên tạp chí Dengeki G's Magazine của ASCII Media Works vào ngày 30 tháng 3 năm 2012. Chuyển thể manga Daitoshokan no Hitsujikai: the Little Lutra lutra thứ hai do Kusaka Shiroi vẽ minh họa và được đăng lần đầu trên tạp chí Comptiq của Kadokawa Shoten vào ngày 8 tháng 6 năm 2012.

## Nhân vật

### Nhân vật chính
Kakei Kyōtarō (筧 京太郎 (Kiển Kinh Thái Lang))
Shirasaki Tsugumi (白崎 つぐみ)
Lồng tiếng bởi: Mishiro Mako
Sakuraba Tamamo (桜庭 玉藻 (Trác Đình Ngọc Tảo))
Lồng tiếng bởi: Tachibana Sakura
Misono Senri (御園 千莉 (Ngự Viên Thiên Lị))
Lồng tiếng bởi: Marui Kotono
Suzuki Kana (鈴木 佳奈 (Liên Mộc Giai Nại))
Lồng tiếng bởi: Haruka Sora
Kodachi Nagi (小太刀 凪 (Tiểu Thái Đao Chỉ))
Lồng tiếng bởi: Kiritani Hana

### Nhân vật phụ
Takamine Ikkei (高峰 一景 (Cao Phong Nhất Cảnh))
Lồng tiếng bởi: Andalusia
Mochizuki Maho (望月 真帆 (Vọng Nguyệt Chân Phàm))
Lồng tiếng bởi: Hanataba Bouquet
Serizawa Miyu (芹沢 水結 (Cần Trạch Thủy Kết))
Lồng tiếng bởi: Asakura Suzune
Ureshino Sayumi (嬉野 紗弓実 (Hy Dã Sa Cung Thực))
Lồng tiếng bởi: Mamiya Yuzu